# Šilutė
Šilutė  (in tedesco: Heydekrug; in polacco: Szyłokarczma) è una città della Lituania sudoccidentale.

## Geografia fisica
Šilutė si trova in una regione poco abitata ed industrializzata tra la città di Klaipėda ed il confine con la Russia (oblast' di Kaliningrad). Ad ovest della città, presso Rusnė, il fiume Nemunas sfocia nella laguna dei Curi.

## Storia
Per lunghi secoli, dal 1422 al 1919, la città ha fatto parte della Prussia Orientale tedesca ed è stata popolata da tedeschi e lituani. Il toponimo tedesco della località significa "locanda nella landa", ma nel corso dei secoli l'antica Heydekrug si sviluppò e divenne il luogo di mercato più importante tra Memel (Klaipėda) e Tilsit (Sovetsk). Ancora nel 1885 Heydekrug contava però solo 506 abitanti, divenuti 1142 nel 1910 quando il comune inglobò le località di Werden (Verdainė), Szibben (Žibai) e Cyntionischken (Cintjoniškiai).
Quando, in seguito al Trattato di Versailles, la Germania fu costretta a cedere il Territorio di Memel, Heydekrug e il suo circondario rurale furono amministrati provvisoriamente dalla Francia, finché la regione fu annessa con un colpo di mano dalla Lituania nel 1923. Nel 1939 fu riannessa dalla Germania ed elevata al rango di città; in seguito alla seconda guerra mondiale tornò alla Lituania, di cui ha seguito le sorti.

## Amministrazione

### Gemellaggi
Šilutė è gemellata con le seguenti città:
- Ljungby
- Nakskov
- Emmerich am Rhein
- Ostróda
- Slavsk